# Båtfors kraftstation
Båtfors kraftstation är ett vattenkraftverk i Skellefte älv. Beslutet att bygga Båtfors kraftstation togs 1955 och finansiering, byggnation och den kommande driften av detta och kommande kraftstationer var anledningen till att Skellefteå Kraftaktiebolag bildades. Kraftstationen placerades vid forsnacken i Kvarnbäcksforsen och nyttjar kraften i alla forsar upp till Petikåns utlopp i Skellefteälven. Sjön som bildades är Båtforsaggan. AB Vattenkraftsbyrån utformade förslaget till utbyggnaden i samarbete med kraftverkets ingenjörer. Byggnationerna utfördes av Skånska Cement, som man tidigare samarbetat med vid tidigare kraftverksbyggen. Den första turbinen togs i bruk september 1961 och i början av 1962 startades turbin nummer två. Officiell invigning ägde rum i maj 1963. Båtfors fjärrmanövrerades till en början från Finnfors.